# Lordsiegelbewahrer
Der Lordsiegelbewahrer (englisch Lord Keeper of the Privy Seal, kurz Lord Privy Seal) ist eines der ältesten Ämter in der englischen bzw. britischen Regierung. Ursprünglich war der Lordsiegelbewahrer für das private königliche Siegel verantwortlich.
Der Lord Privy Seal ist der fünfte unter den Great Officers of State. Über ihm stehen der Lord President of the Council (Präsident des Privy Council), der Lord High Treasurer (Lordschatzmeister), der Lord High Chancellor (Lordkanzler) und an oberster Stelle der Lord High Steward (Truchsess).

## Geschichtliche Entwicklung
Der Lord Privy Seal gehört in der Geschichte Englands und des Vereinigten Königreichs zu den einflussreichsten Persönlichkeiten, denn es gab keine Amtshierarchie in der Regierung, so dass der die Politik bestimmende Minister nicht nur der First Lord of the Treasury, sondern auch der Lord Privy Seal oder der Lord President of the Council sein konnte. Noch im Jahr 1902 war Robert Gascoyne-Cecil, 3. Marquess of Salisbury, als Lordsiegelbewahrer Premierminister, während Arthur Balfour First Lord of the Treasury war.
Einige Male wurde das Amt auch in Kommission geführt, d. h., mehrere Kommissare wurden beauftragt, die Amtsgeschäfte zu führen, wodurch der Einfluss dieser Position erheblich gemindert wurde.
Neben dem Lord Privy Seal gab es auch das Amt des Lord Keeper of the Great Seal – ein Amt, das alternativ zu dem des Lordkanzlers verliehen wurde und ähnliche Pflichten beinhaltete. Ähnlich hierzu war im mittelalterlichen Frankreich das Amt des Gardien du Sceaux meist dem Chancelier de France anvertraut.

## Gegenwart
Das Amt des Lord Privy Seal existiert nach wie vor, allerdings ist es heute nicht mehr mit einem festen Aufgabenbereich verbunden, und das namengebende privy seal wird seit Jahrhunderten nicht mehr verwendet. Es hat aber Kabinettsstatus und wird daher gerne als formaler Titel für einen Minister ohne Geschäftsbereich verwendet, oft für den Vorsitzenden der Regierungsfraktion im Ober- oder Unterhaus, den Leader of the House of Lords bzw. Leader of the House of Commons. Da diese beiden Positionen gesetzlich nicht verankert sind, können durch Kombination der Funktion mit der des Lord Privy Seal dem Amtsinhaber Kabinettsstatus sowie Ministerbezüge verliehen werden.
Trotz seines Namens vermittelt das Amt des Lord Privy Seal seinem Inhaber keine Peerage und keine Mitgliedschaft im House of Lords, wenn dieser solche nicht bereits aus anderen Gründen besitzt. Dies führte zu einem gerne zitierten Wortspiel eines früheren Lordsiegelbewahrers, Ernest Bevin, der scherzte, beim Lord Privy Seal handle es sich weder um einen Lord noch um ein Plumpsklo (englisch privy) noch um eine Robbe (englisch seal).

## Lords Privy Seal von England 1307–1707
- William Melton (1307–1312)
- Roger Northburgh (1312–1316)
- Thomas Charlton (1316–1320)
- Robert Baldock (1320–1323)
- Robert Wodehouse (1323)
- Robert Ayleston (1323–1324)
- William Airmyn (1324–1325)
- Henry Cliffe (1325)
- William Herlaston (1325–1326)
- Robert Wyvell (1326–1327)
- Richard Airmyn (1327–1328)
- Adam Lymbergh (1328–1329)

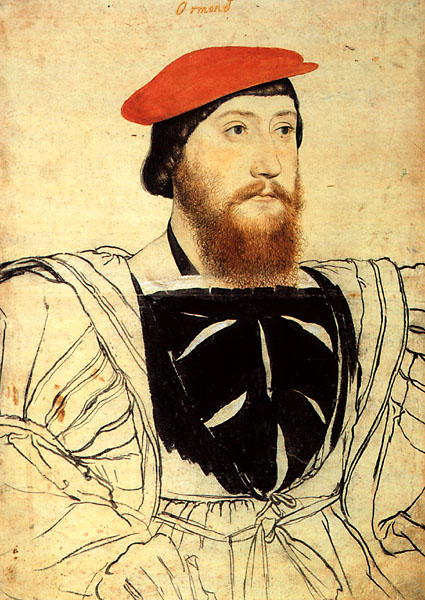
Thomas Boleyn

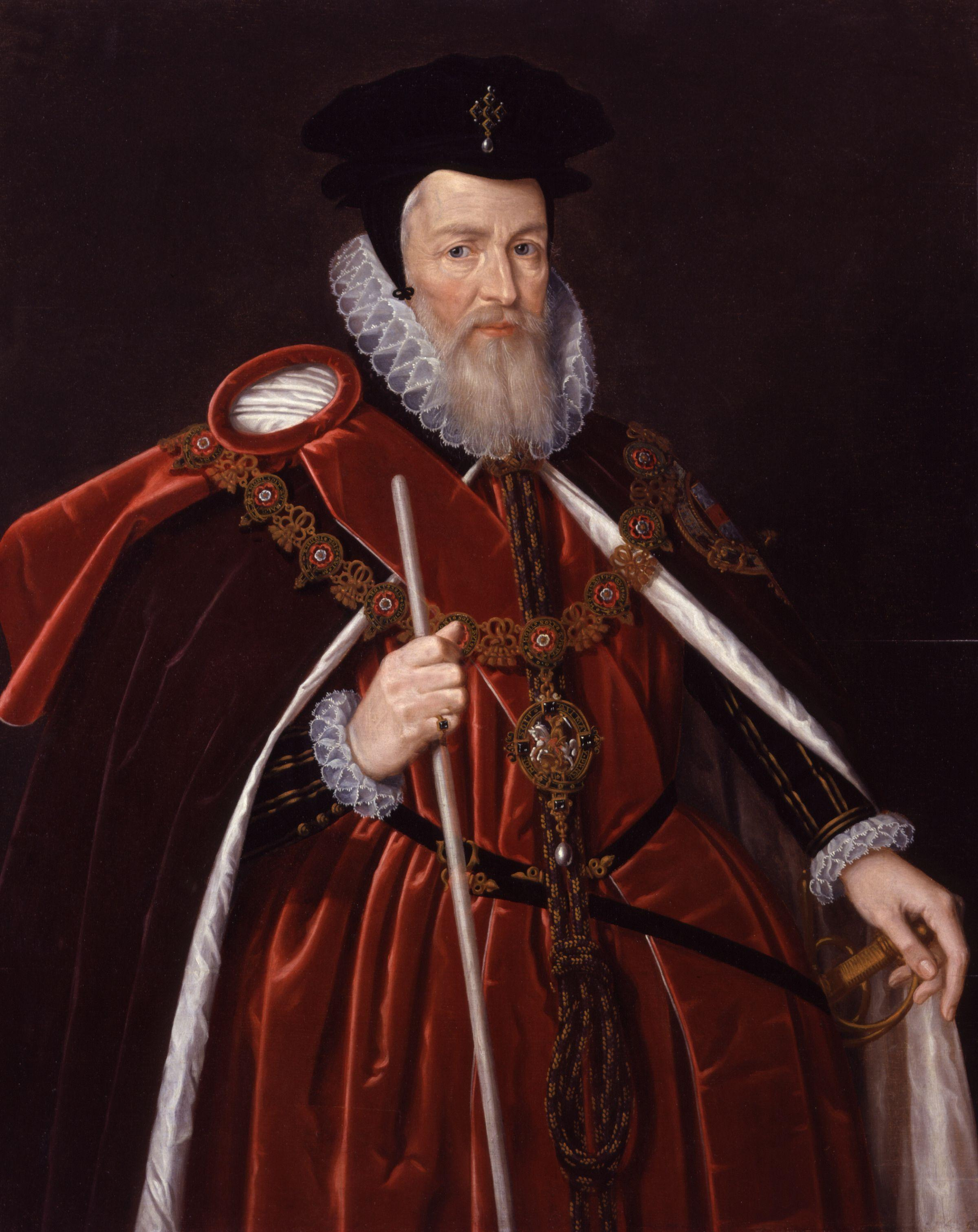
William Cecil, 1. Baron Burghley

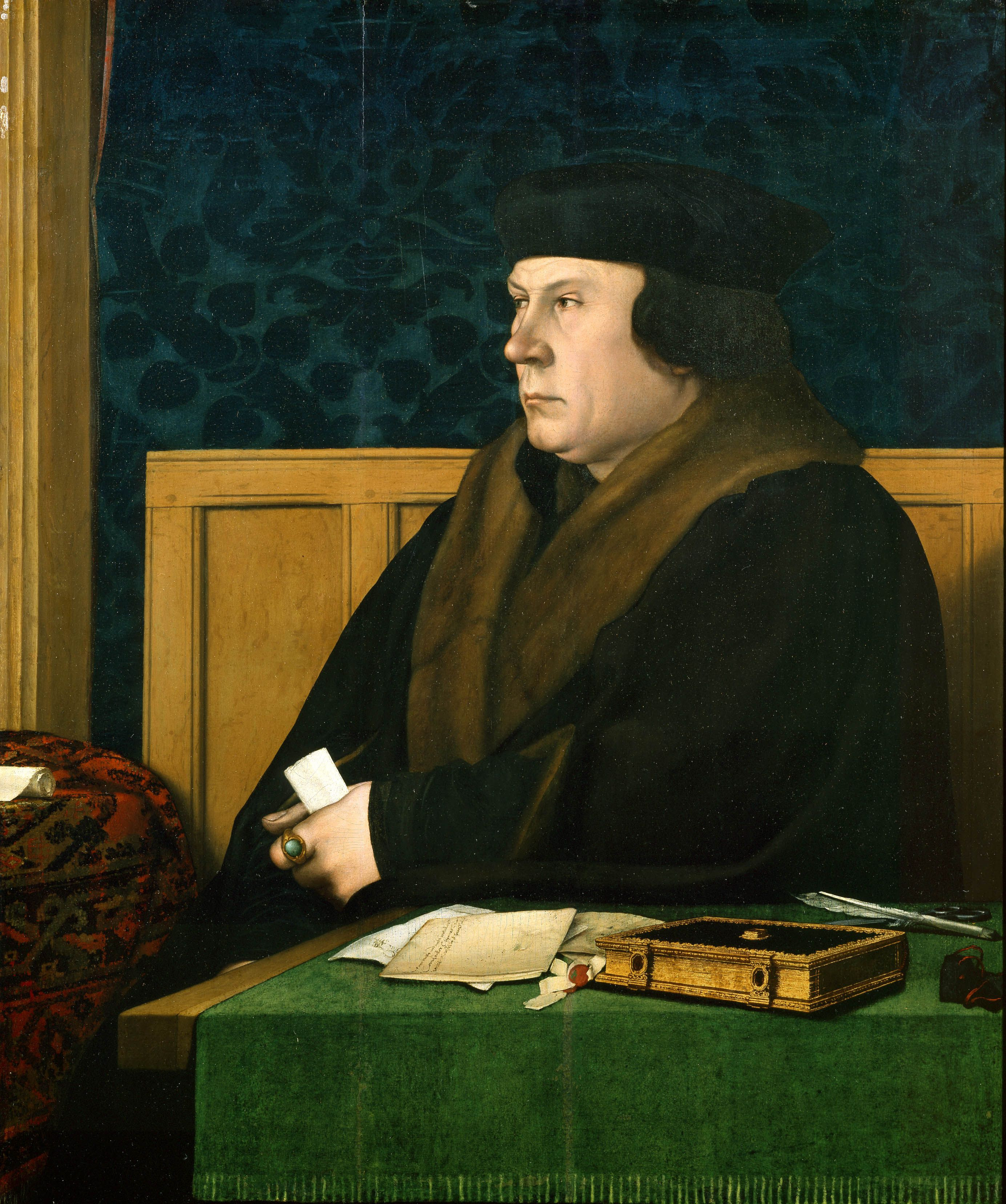
Thomas Cromwell, 1. Earl of Essex

- Richard de Bury, Bischof von Durham (1329–1334)
- Robert Ayleston (1334)
- Robert Tawton (1334–1335)
- William Zouche (1335–1337)
- Richard Bintworth (1337–1338)
- William Kilsby (1338–1342)
- John Offord (1342–1344)
- Thomas Hatfield (1344–1345)
- John von Thoresby (1345–1347)
- Simon Islip, Erzbischof von Canterbury (1347–1350)
- Michael Northburgh (1350–1354)
- Thomas Bramber (1354–1355)
- John Winwick (1355–1360)
- John Buckingham, Bischof von Lincoln (1360–1363)
- William von Wykeham (1363–1367)
- Peter Lacy (1367–1371)
- Nicholas Carew (1371–1377)
- John Fordham (1377–1381)
- William Dighton (1381–1382)
- Walter Skirclaw, Bischof von Coventry und Lichfield (1382–1386)
- John Waltham, Bischof von Salisbury (1386–1389)
- Edmund Stafford, Bischof von Exeter (1389–1396)
- Guy Mone (1396–1397)
- Richard Clifford (1397–1401)
- Thomas Langley (1401–1405)
- Nicholas Bubwith (1405–1406)
- John Prophet (1406–1415)
- John Wakering, Bischof von Norwich (1415–1416)
- Henry Ware (1416–1418)
- John Kemp, Bischof von Rochester (1418–1421)
- John Stafford (1421–1422)
- William Alnwick, Bischof von Norwich (1422–1432)
- William Lyndwood, Bischof von St David’s (1432–1443)
- Thomas Beckington, Bischof von Bath und Wells (1443–1444)
- Adam Moleyns, Bischof von Chichester (1444–1450)
- Andrew Holes (1450–1452)
- Thomas Lisieux (1452–1456)
- Laurence Booth, Bischof von Durham (1456–1460)
- Robert Stillington, Bischof von Bath und Wells (1460–1467)
- Thomas Rotherham, Bischof von Rochester (1467–1470)
- John Hales, Bischof von Coventry und Lichfield (1470–1471)
- Thomas Rotherham, Bischof von Rochester (1471–1474)
- John Russell, Bischof von Rochester, später Bischof von Lincoln (1473–1483)
- John Gunthorp (1483–1485)
- Peter Courtenay, Bischof von Exeter (1485–1487)
- Richard Fox, Bischof von Exeter, später Bischof von Bath und Wells, Bischof von Durham und Bischof von Winchester (1487–1516)
- Thomas Ruthall, Bischof von Durham (1516–1523)
- Henry Marney, 1. Baron Marney (1523)
- Cuthbert Tunstall, Bischof von London (1523–1530)
- Thomas Boleyn, 1. Earl of Wiltshire (1530–1536)
- Thomas Cromwell, 1. Earl of Essex (1536–1540)
- William Fitzwilliam, 1. Earl of Southampton (1540–1542)
- John Russell, 1. Earl Bedford (1542–1555)
- Robert Rochester (1555)
- William Paget, 1. Baron Paget (1555–1558)
- William Cecil, 1. Baron Burghley (1571–1572)
- William Howard, 1. Baron Howard of Effingham (1572–1573)
- Sir Thomas Smith (1573–1576)
- Francis Walsingham (1576–1590)
- William Cecil, 1. Baron Burghley (1590–1598)
- Robert Cecil, 1. Earl of Salisbury (1598–1608)
- Henry Howard, 1. Earl of Northampton (1608–1614)
- Robert Carr, 1. Earl of Somerset (1614–1616)
- Edward Somerset, 4. Earl of Worcester (1616–1625)
- Sir John Coke (1625–1628)
- Sir Robert Naunton (1628)
- Henry Montagu, 1. Earl of Manchester (1628–1642)
- Lucius Cary, 2. Viscount Falkland (1643)
- Sir Edward Nicholas (1643–1644)
- Henry Bourchier, 5. Earl of Bath (1644–1654)
- John Robartes, 2. Baron Robartes (1661–1673)
- Arthur Annesley, 1. Earl of Anglesey (1673–1682)
- George Saville, 1. Marquess of Halifax (1682–1685)
- Henry Hyde, 2. Earl of Clarendon (1685–1687)
- Henry Arundell, 3. Baron Arundell of Wardour (1687–1688)
- George Saville, 1. Marquess of Halifax (1689–1690)
- In Commission 1690–1692
- Thomas Herbert, 8. Earl of Pembroke (1692–1699)
- John Lowther, 1. Viscount Lonsdale (1699–1700)
- Ford Grey, 1. Earl of Tankerville (1700–1701)
- In Commission 1701–1702
- John Sheffield, 1. Duke of Buckingham and Normanby (1702–1705)
- John Holles, 1. Duke of Newcastle-upon-Tyne (1705–1707)

## Lords Privy Seal von Großbritannien 1707–1801

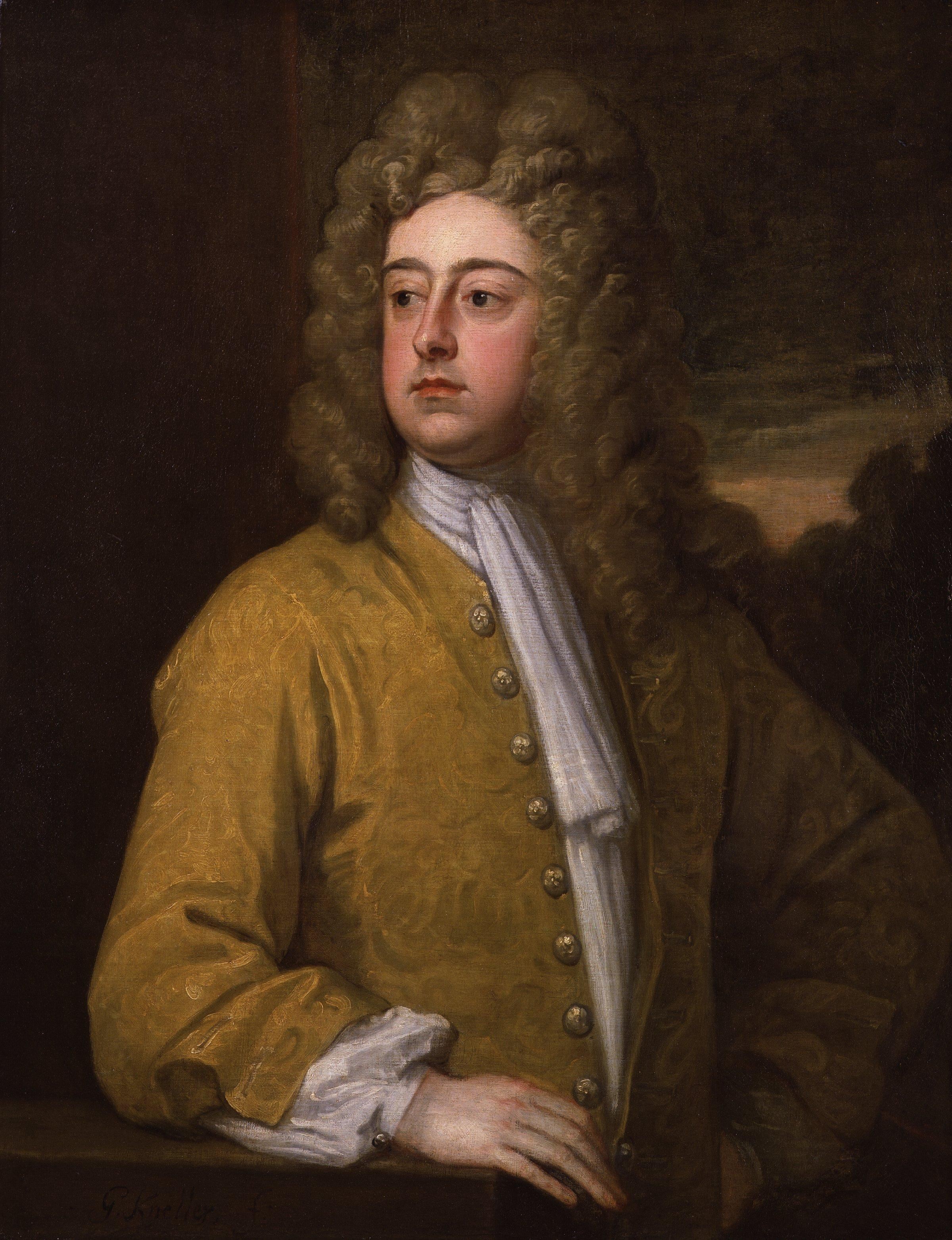
Francis Godolphin, 2. Earl of Godolphin

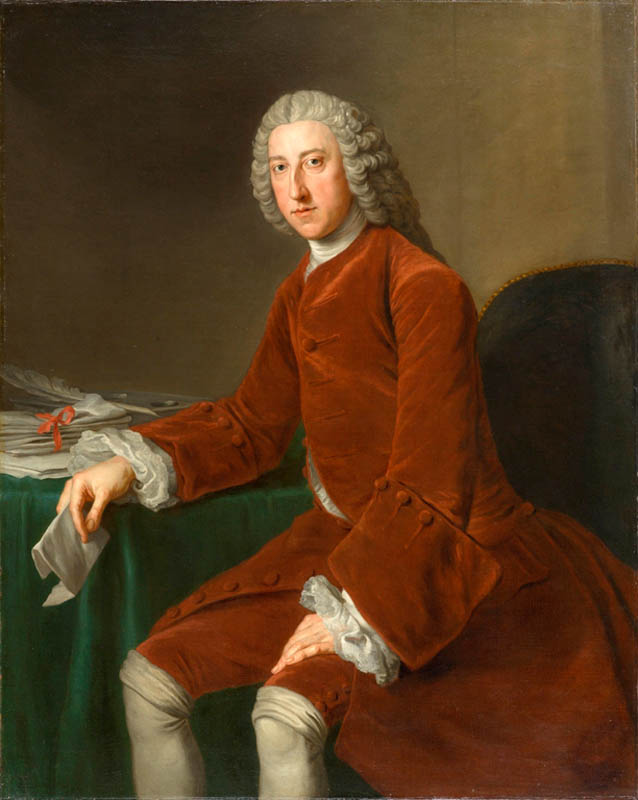
William Pitt, 1. Earl of Chatham

- John Holles, 1. Duke of Newcastle (1707–1711)
- John Robinson, Bischof von Bristol (1711–1713)
- William Legge, 1. Earl of Dartmouth (1713–1714)
- Thomas Wharton, 1. Marquess of Wharton (1714–1715)
- In Commission 1715
- Charles Spencer, 3. Earl of Sunderland (1715–1716)
- Evelyn Pierrepont, 1. Duke of Kingston-upon-Hull (1716–1719)
- Henry Grey, 1. Duke of Kent (1719–1720)
- Evelyn Pierrepont, 1. Duke of Kingston-upon-Hull (1720–1726)
- Thomas Trevor, 1. Baron Trevor (1726–1730)
- Spencer Compton, 1. Earl of Wilmington (1730–1731)
- In Commission 1731
- William Cavendish, 3. Duke of Devonshire (1731–1733)
- Henry Lowther, 3. Viscount Lonsdale (1733–1735)
- Francis Godolphin, 2. Earl of Godolphin (1735–1740)
- John Hervey, 2. Baron Hervey (1740–1742)
- John Leveson-Gower, 2. Baron Gower (1742–1743)
- George Cholmondeley, 3. Earl of Cholmondeley (1743–1744)
- John Leveson-Gower, 1. Earl Gower (1744–1755)
- Charles Spencer, 3. Duke of Marlborough (1755)
- Granville Leveson-Gower, 2. Earl Gower (1755–1757)
- Richard Grenville-Temple, 2. Earl Temple (1757–1761)
- In Commission 1761
- John Russell, 4. Duke of Bedford (1761–1763)
- George Spencer, 4. Duke of Marlborough (1763–1765)
- Thomas Pelham-Holles, 1. Duke of Newcastle-upon-Tyne, (1765–1766)
- William Pitt, 1. Earl of Chatham (1766–1768)
- George Hervey, 2. Earl of Bristol (1768–1770)
- George Montagu-Dunk, 2. Earl of Halifax (1770–1771)
- Henry Howard, 12. Earl of Suffolk (1771)
- Augustus FitzRoy, 3. Duke of Grafton (1771–1775)
- William Legge, 2. Earl of Dartmouth (1775–1782)
- Augustus FitzRoy, 3. Duke of Grafton (1782–1783)
- Frederick Howard, 5. Earl of Carlisle (1783)
- Charles Manners, 4. Duke of Rutland (1783–1784)
- In Commission 1784
- Granville Leveson-Gower, 1. Marquess of Stafford (1784–1794)
- George Spencer, 2. Earl Spencer (1794)
- John Pitt, 2. Earl of Chatham (1794–1798)
- John Fane, 10. Earl of Westmorland (1798–1801)

## Lords Privy Seal des Vereinigten Königreichs seit 1801
- John Fane, 10. Earl of Westmorland (1801–1806)
- Henry Addington, 1. Viscount Sidmouth (1806)
- Henry Vassall-Fox, 3. Baron Holland (1806–1807)
- John Fane, 10. Earl of Westmorland (1807–1827)
- William Bentinck, 4. Duke of Portland (1827)
- George Howard, 6. Earl of Carlisle (1827–1828)
- Edward Law, 2. Baron Ellenborough (1828–1829)
- James St Clair-Erskine, 2. Earl of Rosslyn (1829–1830)
- John Lambton, 1. Baron Durham (1830–1833)
- Frederick Robinson, 1. Earl of Ripon (1833–1834)
- George Howard, 6. Earl of Carlisle (1834)
- Constantine Henry Phipps, 2. Earl of Mulgrave (1834)
- James Stuart-Wortley, 1. Baron Wharncliffe (1834–1835)
- John William Ponsonby, Viscount Duncannon (1835–1840)
- George William Frederick Villiers, 4. Earl of Clarendon (1840–1841)
- Richard Temple-Nugent-Brydges-Chandos-Grenville, 2. Duke of Buckingham and Chandos (1841–1842)
- Walter Montagu Douglas Scott, 5. Duke of Buccleuch (1842–1846)
- Thomas Hamilton, 9. Earl of Haddington (1846)
- Gilbert Elliot-Murray-Kynynmound, 2. Earl of Minto (1846–1852)
- James Gascoyne-Cecil, 2. Marquess of Salisbury (1852)
- George Campbell, 8. Duke of Argyll (1853–1855)
- Dudley Ryder, 2. Earl of Harrowby (1855–1858)
- Ulick John de Burgh, 1. Marquess of Clanricarde (1858)
- Charles Yorke, 4. Earl of Hardwicke (1858–1859)
- George Campbell, 8. Duke of Argyll (1859–1866)
- James Howard Harris, 3. Earl of Malmesbury (1866–1868)
- John Wodehouse, 1. Earl of Kimberley (1868–1870)
- Charles Wood, 1. Viscount Halifax (1870–1874)
- James Howard Harris, 3. Earl of Malmesbury (1874–1876)
- Benjamin Disraeli (1876–1878)
- Algernon Percy, 6. Duke of Northumberland (1878–1880)
- George Campbell, 8. Duke of Argyll (1880–1881)
- Chichester Parkinson-Fortescue, 1. Baron Carlingford (1881–1885)
- Archibald Primrose, 5. Earl of Rosebery (1885)
- Dudley Ryder, 3. Earl of Harrowby (1885–1886)
- William Ewart Gladstone (1886)
- George Cadogan, 5. Earl Cadogan (1886–1892)
- William Ewart Gladstone (1892–1894)
- Edward Marjoribanks, 2. Baron Tweedmouth (1894–1895)
- Richard Cross, 1. Viscount Cross (1895–1900)
- Robert Gascoyne-Cecil, 3. Marquess of Salisbury (1900–1902)
- Arthur James Balfour, 1. Earl of Balfour (1902–1903)
- James Gascoyne-Cecil, 4. Marquess of Salisbury (1903–1905)
- George Robinson, 1. Marquess of Ripon (1905–1908)
- Robert Crewe-Milnes, 1. Earl of Crewe (1908–1911)
- Charles Robert Wynn Carrington, 1. Earl Carrington (1911–1912)
- Robert Crewe-Milnes, 1. Marquess of Crewe (1912–1915)
- George Curzon, 1. Earl Curzon (1915–1916)
- David Lindsay, 27. Earl of Crawford (1916–1919)
- Andrew Bonar Law (1919–1921)
- Austen Chamberlain (1921–1922)
- Robert Cecil, 1. Viscount Cecil of Chelwood (1922–1924)
- John Robert Clynes (1924)
- James Gascoyne-Cecil, 4. Marquess of Salisbury (1924–1929)
- James Henry Thomas (1929–1930)
- Vernon Hartshorn (1930–1931)
- Thomas Johnston (1931)
- William Peel, 1. Earl Peel (1931)
- Philip Snowden, 1. Viscount Snowden (1931–1932)
- Stanley Baldwin (1932–1934)
- Anthony Eden (1934–1935)
- Charles Vane-Tempest-Stewart, 7. Marquess of Londonderry (1935)
- Edward Wood, 3. Viscount Halifax (1935–1937)
- Herbrand Sackville, 9. Earl De La Warr (1937–1938)
- Sir John Anderson (1938–1939)
- Samuel Hoare, 1. Viscount Templewood (1939–1940)
- Sir Kingsley Wood (1940)
- Clement Attlee (1940–1942)
- Sir Stafford Cripps (1942)
- Robert Arthur James Gascoyne-Cecil, Viscount Cranborne (1942–1943)
- Max Aitken, 1. Baron Beaverbrook (1943–1945)
- Arthur Greenwood (1945–1947)
- Philip Inman, 1. Baron Inman (1947)
- Christopher Addison, 1. Viscount Addison (1947–1951)
- Ernest Bevin (1951)
- Richard Stokes (1951)
- Robert Gascoyne-Cecil, 5. Marquess of Salisbury (1951–1952)
- Harry Crookshank (1952–1955)
- Rab Butler (1955–1959)
- Quintin McGarel Hogg, 2. Viscount Hailsham (1959–1960)
- Edward Heath (1960–1963)
- Selwyn Lloyd (1963–1964)
- Frank Pakenham, 7. Earl of Longford (1964–1965)
- Sir Frank Soskice (1965–1966)
- Frank Pakenham, 7. Earl of Longford (1966–1968)
- Edward Shackleton, Baron Shackleton (1968)
- Fred Peart, Baron Peart (1968)
- Edward Shackleton, Baron Shackleton (1968–1970)
- George Jellicoe, 2. Earl Jellicoe (1970–1973)
- David Hennessy, 3. Baron Windlesham (1973–1974)
- Malcolm Shepherd, 2. Baron Shepherd (1974–1976)
- Fred Peart, Baron Peart (1976–1979)
- Sir Ian Gilmour (1979–1981)
- Humphrey Atkins (1981–1982)
- Janet Young, Baroness Young (1982–1983)
- John Biffen (1983–1987)
- John Wakeham (1987–1988)
- John Ganzoni, 2. Baron Belstead (1988–1990)
- David Waddington, Baron Waddington (1990–1992)
- John Wakeham, Baron Wakeham (1992–1994)
- Robert Gascoyne-Cecil, Viscount Cranborne (1994–1997)
- Ivor Richard, Baron Richard (1997–1998)
- Margaret Jay, Baroness Jay of Paddington (1998–2001)
- Gareth Wyn Williams, Baron Williams of Mostyn (2001–2003)
- Peter Hain (2003–2005)
- Geoff Hoon (2005–2006)
- Jack Straw (2006–2007)
- Harriet Harman (2007–2010)
- George Young (2010–2012)
- Andrew Lansley (2012–2014)
- Tina Stowell, Baroness Stowell of Beeston (2014–2016)
- Natalie Evans, Baroness Evans of Bowes Park (2016–2022)
- Nicholas True, Baron True (2022–2024)
- Angela Smith, Baroness Smith of Basildon (2024–)